# Кейси Калвърт
Кейси Калвърт (на английски: Casey Calvert) е американска порнографска актриса и фетиш модел.

## Ранен живот
Родена е на 17 март 1990 г. в град Балтимор, щата Мериленд, САЩ, но израства в Гейнсвил, щата Флорида. Тя е от еврейски произход.
Спортува гимнастика и скално катерене. Приета е да учи в Щатския университет на Флорида. През първата си година в университета става национален студентски шампион по скално катерене.
През 2012 г. завършва с пълно отличие Щатския университет на Флорида и получава диплома по филмопроизводство и специализации по зоология и антропология.

## Кариера
Дебютира като актриса в порнографската индустрия през 2012 г., когато е на 22-годишна възраст. Неин агент става Марк Шпиглър.
Два месеца и половина след дебюта си в индустрията прави първата си генгбенг сцена.
Първата си сцена с двойно анално проникване прави във филма „Analized“ (Hard X, 2014 г.). През 2015 г. снима първата си междурасова генгбенг сцена във филма „Blacked Out 3“, като си партнира с четирима афроамерикански изпълнители.
Известна е и с множеството нейни фетиш и BDSM сцени.

## Мейнстрийм
През октомври 2015 г. участва в дискусия заедно с порноактрисата Джесика Дрейк и режисьора Магнус Съливан в Южнокалифорнийския университет на тема „50 Нюанси на еротиката: размиването на границата между Холивуд и индустрията за възрастни“.
През ноември 2015 г. британското списание „Икономист“ организира дебат на тема „Може ли порното да бъде добро за нас?“, като публикува статия на Калвърт относно нейното виждане за порнографията.
Кейси Калвърт пише също така статии за порнографията, които са публикувани в новинарския уебсайт „Хъфингтън пост“ и в книгата „Излизайки като порнозвезда: есета по порнография, защита и поверителност“.
Нейни фотографии са публикувани в списание „Табу“ на Хъслър и в книгата „Мамутската книга на еротичната фотография“ с автор Максим Якубовски.
През 2015 г. Калвърт става продуцент на два документални филма за порноиндустрията: „Каубои и двигатели“ и „X-рейтинг: Най-великите филми за възрастни на всички времена“. През 2017 г. е продуцент и режисьор (заедно с Ели Крос) на игралния филм „Diminuendo“, в който тя участва и като актриса.

## Личен живот
Живее в Лос Анджелис от края на 2012 г. Прекарва свободното си време с писане, скално катерене и експертни съвети.

## Награди и номинации
| Година | Церемония    | Резултат  | Категория                                     | Филм (сцена)/партньор                                    |
| ------ | ------------ | --------- | --------------------------------------------- | -------------------------------------------------------- |
| 2014   | AVN награда  | Номинация | Най-добра нова звезда                         | –                                                        |
| 2014   | AVN награда  | Номинация | Най-добра секс сцена момче/момиче             | „Тъмни перверзии 2“ (с Риан Медисън)                     |
| 2014   | AVN награда  | Номинация | Най-добра секс сцена момиче/момиче            | „Докосни ме 3“ (с Индия Съмър)                           |
| 2014   | AVN награда  | Номинация | Най-добра сцена със соло секс                 | „Bound by Desire: A Leap of Faith“                       |
| 2014   | AVN награда  | Номинация | Най-жестока секс сцена                        | „Babysit My Ass 2“ (със Сара Шевън и Габриела Палтрова)  |
| 2014   | AVN награда  | Номинация | Най-жестока секс сцена                        | „Завръщане у дома“ (с Ралф Лонг)                         |
| 2014   | AVN награда  | Номинация | Най-добра сцена с групов секс само с момичета | „Тъмни перверзии 2“ (със Сара Шевън и Габриела Палтрова) |
| 2014   | XRCO награда | Номинация | Най-добра нова звезда                         | –                                                        |
| 2015   | XRCO награда | Носителка | Невъзпята сирена                              | –                                                        |